# Compensação do risco
Compensação de risco é uma teoria que sugere que as pessoas normalmente ajustam o seu comportamento em resposta ao nível de percepção de risco, tomando-se mais cuidado quando sentido maior risco e menor cuidado, se eles se sentem mais protegidos. Apesar de pequeno em comparação aos benefícios fundamentais de intervenções de segurança, estas podem resultar em um menor benefício líquido do que o esperado.
Por exemplo, tem sido observado que os motoristas dirigem mais rápido quando usam cintos de segurança e mais perto do veículo da frente quando os veículos estão equipados com freios ABS. Há também evidências de que o fenômeno de compensação de risco poderia explicar a falha do programa de distribuição de preservativos do HIV, e de que os preservativos podem promover a desinibição, com pessoas se envolvendo em sexo de risco com ou sem preservativos.

## Visão geral
Compensação de risco está relacionado com o conceito mais amplo de adaptação comportamental , que inclui todas as alterações de comportamento em resposta a medidas de segurança, compensatórias ou não. No entanto, uma vez que os pesquisadores estão interessados principalmente em compensatórias ou comportamento adaptativo negativo os termos são por vezes utilizados como sinônimos. A mais recente versão surgiu a partir da pesquisa de segurança de estrada depois que foi visto que muitas intervenções falharam em atingir o nível esperado de benefícios, mas desde então tem sido investigada em muitos outros campos.

### Homeostase do Risco
A  homeostase do risco é uma controversa hipótese, proposta em 1982 por Gerald J. S. Wilde, um professor na Universidade de Queen , no Canadá, que sugere que as pessoas maximizem seus benefícios comparando os custos e os benefícios esperados de um comportamento mais seguro e mais arriscado e que introduziu a ideia de alvo do nível de risco. .Ele propôs quatro constituintes aos cálculos de uma pessoa relacionados ao risco:
- Benefícios esperados do comportamento de risco (por exemplo, ganhando tempo acelerando, lutando contra o tédio, aumentando a mobilidade)
- Custos esperados de comportamento de risco (por exemplo, multas por excesso de velocidade, reparações de automóveis, sobretaxas de seguro)
- Benefícios esperados de comportamentos seguros (por exemplo, descontos de seguros para períodos sem acidentes, aumento da reputação de responsabilidade)
- Custos esperados de comportamento seguro (por exemplo, usando um cinto de segurança desconfortável, sendo chamado de covarde por seus pares, perda de tempo)

## Outras referências
1. ↑  http://riskhomeostasis.org/